# Нароттама Даса
Наротта́ма Да́са Тхаку́р (IAST: Narottama Dāsa Ṭhākura; 1534—1611) — вайшнавский святой, поэт и музыкант, проповедовавший гаудия-вайшнавизм в Ориссе и Бенгалии. Автор многих песен, прославляющих Радху и Кришну.
Жизнеописание Нароттамы содержится в «Према-виласе». Нароттама родился в Кхетури в округе Раджашой, что в Восточной Бенгалии (ныне Бангладеш), в семье царя Кришнананды Датты и Hараяни-деви. После смерти своего отца Нароттама передал свои царские обязанности самому старшему двоюродному брату по отцовской линии и поселился в святом месте паломничества Вриндаване. Во Вриндаване Нароттама встретился с Рупой Госвами и Санатаной Госвами. Нароттама получил духовное посвящение от Локанатхи Госвами, который отослал его обучаться к Дживе Госвами. Позднее Нароттама вместе с другими садху совершил путешествие в Бенгалию с целью распространять труды по гаудия-вайшнавскому богословию, составленные ранее Рупой и Санатаной Госвами.
В 1574 году Нароттама Даса организовал фестиваль в Кхетури, который стал проводиться ежегодно и сыграл большую роль в объединении разрозненных групп гаудия-вайшнавов и в формировании общего гаудия-вайшнавского богословия. Нароттама Даса более всего известен своей поэзией бхакти, где он описывает любовные чувства в лилах Радхи и Кришны. Его молитвы «Шри Рупа манджари-пада» и «Шри Гуру-чарана-падма» регулярно поются в храмах Гаудия-матха и Международного общества сознания Кришны как часть религиозного ритуала.
К наиболее известным литературным трудам Нароттамы принадлежат «Прартхана» и «Према-бхакти-чандрика» («Лунные лучи любовной преданности»). Нароттаме также приписывается небольшое по объёму сочинение под названием «Хатапалтана», однако его содержание не находится в согласии с историческими событиями того времени, из-за чего некоторые считают его подделкой. Нароттама также перевёл на бенгали «Смарана-мангалу». В этом труде, в одиннадцати шлоках содержится описание ежедневных восьми лил Радхи и Кришны.
Многие кришнаитские ачарьи часто цитировали молитвы Нароттамы. Бхактиведанта Свами Прабхупада говорил о них следующее:
Нет необходимости понимать язык. Они подобны удару грома. Все слышали звук грома — его нельзя ни с чем спутать. Подобным же образом, эти песни находятся над материальной платформой и отзываются подобно грому в наших сердцах.

## Жизнеописание
Hароттам Даса Тхакур родился в 1534 году (в год ухода Чайтаньи) в день полнолуния зимнего месяца Магха по индуистскому календарю. Нароттама родился в Кхетури в округе Раджашой, что в Восточной Бенгалии (ныне Бангладеш), в семье царя Кришнананды Датты и Hараяни-деви. Явившись как сын царя, Нароттама проявил все признаки махапуруши (возвышенной божественной личности): у него были длинные руки, глубокий пупок, золотистый цвет кожи и прекрасные глаза, подобные лепесткам цветка лотоса.
Во время традиционного обряда анна-прашнам, проводимого для новорожденного Hароттама, когда ребёнок должен был впервые съесть пищу из зерна, родители встретили отпор с его стороны. Hароттам не собирался есть то, что ему предлагали, в отвращении отказываясь от еды. Hо вскоре после этого, когда пришел вайшнав с такой же пищей, но предложенной сперва Кришне, Hароттам с удовольствием съел её. Тогда все поняли, что в первый раз ребёнок отказался есть лишь по одной причине — эта пища не была прасадом.
С годами Hароттам стал примерным учеником, сведущим во всех академических дисциплинах, а также в священных шастрах. В школе он был шрути-дхарой (способным сразу запомнить всё, что услышит). Он быстро освоил санскрит и Веды. Всю жизнь он оставался брахмачари. Больше всего он любил, сидя у стоп пожилого брахмана по имени Кришнадас, слушать о лилах Чайтаньи Махапрабху. Hароттам наслаждался этими историями всё своё детство и решил построить свою жизнь в соответствии с учением Чайтаньи.
Как-то Чайтанья, находясь в состоянии экстаза, воскликнул: «Нароттам! Нароттам!» (Это было задолго до рождения Нароттама). После чего Чайтанья выразил желание отправиться на берег реки Падмы и оставить там любовь к Кришне для того, чтобы Нароттам взял её позднее. Река Падма спросила Чайтанью, как она сможет узнать Нароттама, и он ответил, что это будет тот человек, от прикосновения которого на реке поднимутся волны.
Итак, когда Нароттаму Дасу было 12 лет, ему во сне явился Нитьянанда Прабху и сказал: «Завтра, на рассвете, тебе следует совершить омовение в реке Падме. Ты получишь Гаура-прему, любовь к Богу». Проснувшись, Hароттам немедля поступил согласно указаниям Hитьянанды. Как только он вошёл в Падму, на ней поднялись волны, и река, помня указание Чайтаньи, принесла ему на своих водах сокровище премы. Hароттам сразу же почувствовал большую перемену, произошедшую в нём. В этот миг перед ним появился Чайтанья и с любовью обнял его. Когда их тела соприкоснулись, он ощутил, как сама сущность Чайтаньи наполнила его душу. Тогда кожа Hароттама, тёмная от природы, приобрела оттенок расплавленного золота — отличительный цвет тела Гауранги. Когда по прошествии долгого времени, Hароттам не вернулся домой, его родители послали своих слуг искать его. Hароттама нашли неистово танцующим на берегу Падмы. Они не признали его сразу. Говорится, что даже родители не узнали его, когда он вернулся домой с реки.
Царь Кришнананда испугался того, что его сын сбежит, чтобы принять отречение. Поэтому, он приказал своим лучшим охранникам следить за ним с утра до вечера.
По прошествии нескольких месяцев, Hароттам прославился по всей Бенгалии как боговдохновлённый юноша. Как-то раз один влиятельный мусульманский правитель провинции Джайгирдар попросил его аудиенции, желая получить благословения юного Hароттама. Кришнананда не мог отказать и отправил своего сына во дворец Джайгирдара. Воспользовавшись этим благоприятным моментом, Hароттам сбежал от охранников и отправился во Вриндаван. В ту пору Нароттаму было всего 16 лет.
Путь во Вриндаван был долгим и тернистым, но вскоре Hароттам прибыл в Матхуру рядом с тем местом, где явился Кришна. Совершив омовение в реке Ямуне, Hароттам узнал, что Санатана, Рупа, Рагхунатха Бхатта и некоторые другие великие вайшнавы недавно покинули этот мир. Скорбя о безвременном уходе возвышенных вайшнавов, которых он боготворил, Hароттам лишился чувств от горя. Из всех вайшнавов Вриндавана особое впечатление на Hароттама произвел Локанатха Госвами, исключительная скромность и аскетизм которого были общеизвестны (другим наставником Нароттама в духовных науках был знаменитый Джива Госвами). Ещё раньше Чайтанья явился во сне Локанатхе Госвами и загадочным образом сообщил, к нему придёт «лучший (уттама) из людей» (нара), то есть Нароттам. Но Чайтанья явился ещё и самому Нароттаму, сказав, что тот должен отправиться во Вриндаван и служить Локанатхе. Ну а поскольку Чайтанья не назвал другого имени, Нароттам поначалу решил, что речь идет о «повелителе (натхе) этой местности» (локи), то есть о Кришне.
Но как можно служить Кришне? Только через его преданных слуг. Поэтому в течение двух лет Нароттам самоотверженно служил Локанатхе Госвами, выполняя грязную работу, и добился особой милости стать его учеником, причём единственным, поскольку Локанатха Госвами никому не давал посвящения ни до, ни после. Локанатха Госвами дал Hаротаму при посвящении Радха-Кришна-мантру, а также мантру Гаятри. Помимо этого Локанатх Госвами открыл Hароттаму его служение в духовном мире как Чампака-манджари, которая служит Радхе.
Стремясь посетить святые места, непосредственно связанные с деяниями Чайтаньи, Hароттама отправился в Навадвипу и Пури. Спустя некоторое время, навестив участников Чайтанья-лилы, он вернулся в Кхетури и уже никогда не возвращался во Вриндаван. В Кхетури его ждало письмо Локанатха Госвами с просьбой ввести в Кхетури-граме поклонение мурти. Для церемонии установления мурти и проведения большого праздника Hароттама выбрал благоприятный день Гаура-пурнимы — годовщину явления Чайтаньи Махапрабху. Сотни спутников Чайтаньи, а также их последователи получили приглашения. В сопровождении своей свиты на праздник из Кардахана пришла Джахнава Деви. Возглавив собрание вайшнавов, она разрешила все их споры, сформулировав единую основу философии гаудия-вайшнавизма.
Hароттама организовал церемонию установки пяти мурти Радха-Кришны, которых звали Валлабхи-кантха, Шри Кришна, Враджа-мохан, Радха-кантха и Радха-Раман, а также величественных мурти Чайтаньи и его супруги. Эти мурти были освящены Шринивасом. Согласно вайшнавской философии, изложенной в писаниях, Кришна соглашается принимать служение через правильно установленную Арча-виграха, чтобы бхакты могли понять и пробудить в себе личностное понимание Бога, сосредоточивая свой ум на Его зримом образе. Мурти Враджа-мохана — единственное никогда не покидавшее Вриндавана можно видеть и по сей день в одноимённом храме там же.
Говорится, что киртан Hароттама на этом празднике достиг такой духовной силы, что сам Чайтанья вместе со своими спутниками явился, чтобы присутствовать на нём. В «Бхакти-ратнакаре» описывается, что своим божественным явлением Чайтанья засиял среди преданных, словно вспышка молнии.
Праздник в Кхетури считается одной из важных вех в истории гаудия-вайшнавизма. Поскольку труды Шести Госвами, ближайших учеников Чайтаньи, были украдены (в почти детективной истории возвращения этих духовных ценностей принял участие Шриниваса), сначала у Hароттама не было возможности распространить их послание. Поэтому ему пришлось прибегнуть к другим способам. Он сделал это при помощи праздника в Кхетури, который стал позже отмечаться каждый год. Таким образом, вайшнавы получили возможность познакомиться с учением Госвами Вриндавана и с тем, как оно отразилось в бенгальском движении бхакти.
Очень скоро Нароттама стал самым известным гуру во всей Бенгалии. Его изысканная поэзия, в которой нашла отражение вся философия гаудия-вайшнавизма, в сочетании с его прекрасным голосом, влекли к нему учеников со всей Индии.
Главными его трудами считаются «Прартхана», сборник из тридцати трех песен на бенгали, и «Према-бхакти-чандрика», поэма, в сжатой форме передающая всю глубину философии гаудия-вайшнавизма. Кроме того, он перевел в стихотворной форме на бенгали санскритское произведение «Смарана-мангала», в 11 шлоках которого описываются игры Радхи и Кришны в течение 8 частей суток.
Нароттама Даса Тхакур стал автором многих песен, проникнутых преданностью духовному учителю, преданным, собственно преданному служению, шестерым Госвами, Гаура-Нитьянанде и Радха-Кришне. Несмотря на то, что эти песни-молитвы составлены на простом бенгальском языке, они подтверждают философское заключение шастр и каноны бхакти. Бхактиведанта Свами Прабхупада часто пел его бхаджаны, считая их неотличимыми от ведических писаний. Он часто цитировал их на своих лекциях по «Бхагаватам». «Прартхана» и «Према-бхакти-чандрика» Нароттамы были его любимыми работами. Он часто использовал следующую цитату из «Према-бхакти-чандрики»:
Радха и Кришна — цель моей жизни и смерти. Они — повелители моего дыхания. Совершая свой бхаджан только для Них, я поднимаюсь и погружаюсь в волны океана премы. Я молю, чтобы всегда оставаться способным поддерживать в своем сердце эту убежденность как высший идеал.
Уход Нароттама даса Тхакура описывается следующим образом. В 1611 году, когда Нароттаму Дасу Тхакуру было 77 лет, он узнал, что некоторые близкие ему вайшнавы — Рамачандра Кавирадж и Шриниваса уже вернулись в духовный мир. Не в силах пережить разлуку с ними, Нароттама Даса Тхакур собрал преданных в храме Чайтаньи и начал экстатический киртан. В конце концов, Hароттама не вынес любви к Кришне в разлуке и решил воссоединиться с Hим в духовном мире. В доме Ганганараяны Чакраварти в Муршидабаде он вошёл в транс, полностью погрузившись Радха-Кришна-лилу. Через несколько дней Hароттама Даса Тхакур оставил этот мир перед многочисленными свидетелями, среди которых были его ученики. Он привёл преданных к берегам Ганги. Нароттама вошёл в реку, не переставая воспевать имена Кришны вместе с Рама Кришной и Ганганараяной Чакраварти. Когда те принялись было омывать его тело, оно просто растворилось в священных водах Ганги.